# Пут господина Перисона
„Пут господина Перисона” је југословенски ТВ филм из 1969. године. Режирао га је Здравко Шотра а сценарио је написао Езе Лабис.

## Улоге
| Глумац              | Улога |
| ------------------- | ----- |
| Иван Бекјарев       |       |
| Драгутин Добричанин |       |
| Милан Лане Гутовић  |       |
| Олга Спиридоновић   |       |
| Власта Велисављевић |       |
| Михајло Викторовић  |       |